# Liste de courants ioniques

L'électrophysiologie, et en particulier les différentes variantes de patch-clamp, permet de mesurer les courants électriques qui passent à travers la membrane d'une cellule. 
Il existe plusieurs de ces courants, qui ont été caractérisés selon le type d'ion qui les porte, le spectre de potentiel de membrane où ils sont actifs, les substances chimiques qui les activent, modulent ou inhibent...

## Courants dépendants du potentiel de membrane
Plusieurs protéines membranaires ont la propriété de devenir perméables à certains ions pour un certain potentiel de membrane. Il s'agit de canaux ioniques dépendant du voltage (voltage-dependent). Elles sont responsables des variations du potentiel de membranes dans les cellules excitables comme les neurones, les cellules musculaires cardiaques ou squelettiques, les cellules réceptrices des sens (nocicepteurs, cônes et bâtonnets de la rétine...). Il s'agit de protéines constituées de plusieurs domaines transmembranaires ou bien d'assemblage de plusieurs sous-unités, dont la structure tridimensionnelle explique à la fois la perméabilité aux ions, la sélectivité par rapport à certains ions, la dépendance au voltage, et, dans certains cas l'inactivation (voir l'article Biophysique des canaux ioniques qui détaille certains aspects des lois physiques gouvernant l'activité de ces canaux). 
Historiquement, ces canaux ont été mis en évidence pour la première fois par Hodgkin et Huxley dans l'axone géant de Calmar. L'ouverture d'un canal sélectif au potassium provoque la dépolarisation de la membrane de l'axone. Cette dépolarisation provoque l'ouverture d'un canal sélectif au sodium, ce qui entraîne l'entrée rapide d'ions sodium dans la cellule et une plus forte dépolarisation. Il s'agit du potentiel d'action. La fin du potentiel d'action s'explique par la désensibilisation des canaux sodium, c'est-à-dire que les canaux se ferment bien que le stimulus d'ouverture (le potentiel de membrane) soit toujours dans une zone où sa valeur provoque l'ouverture.
Un très grand nombre de canaux dépendant du voltage ont par la suite été mis en évidence et caractérisés. En faire le recensement des propriétés dans le cadre de cet article serait vain et le lecteur est invité à consulter les articles dédiés et aussi des ouvrages d'introduction spécialisés, comme Physiologie du neurone, par D. Tritsch, D. Chesnoy-Marchais et A. Feltz, Doin. Signalons toutefois qu'ils ne se retrouvent pas exclusivement dans les cellules excitables, et qu'on les retrouve aussi dans les cellules épithéliales par exemple.
Signalons toutefois les familles de canaux que ce concept recouvre. Ces courants sont classés selon leurs propriétés biophysiques. Leurs fonctions sont diverses et variées. Les principaux sont nommés par la suite

### Courants calciques
- Courant calcique de type L (IL)
- Courant calcique de type P/Q (IP/Q)
- Courant calcique de type N (IN)
- Courant calcique de type R
- Courant calcique de type T (IT)
- Courant calcique activé par de hautes tensions (IHVA)
- Courant calcique activé par de basse tension (ILVA)

### Courants potassiques
- courants potassiques de fuite (Ileak)
- Courant potassique de type A (IA)
- Courant potassique de type M (IM)
- Courant potassique rectifiant retardé (IK)
- Courants potassiques sensibles au calcium (IK,Ca)

### Courants sodiques
- Courant sodique persistent (INa,p)
- Courant sodique transitoire (INa,t)

### Courants chlorures
- Courant de la famille ClC

### Courants mixtes
- courant cationique activé par l'hyperpolarisation(Ih)

## Courants modulés par des seconds messagers
Certains canaux ioniques sont modulés — activés ou inhibés — par des seconds messagers cytoplasmiques. La partie cytoplasmique de ces canaux contient une région qui peut se lier à un second messager. Cette région peut être située dans la protéine elle-même ou bien être apportée par une protéine secondaire se liant au canal. L'origine des seconds messagers peut être multiple :
- l'activation d'un  récepteur membranaire métabotrope  ;
- une situation de stress physiologique ;
- l'activation de récepteur sensoriel (cas de la perception du signal lumineux, de la température...).

### Courants activés par les protéines G
(Voir l'article sur les protéines G)
- Courant potassique rectifiant activé par les protéines G (GIRK)

### Courants activés par les nucléotides cycliques
(Voir l'article sur l'AMPc, le GMPc a aussi un effet...)
- Courant activé par les nucléotides cycliques (CNG)
- courant cationique activé par l'hyperpolarisation(Ih)
- Canal chlorure CFTR

### Courants activé par le calcium intracellulaire
- Courants potassiques sensibles au calcium (IK,Ca)

## Courants générés par les pompes ioniques
Pour maintenir le potentiel de membrane, la cellule maintient en activité permanente des protéines membranaires enzymatiques. Elles dégradent de l'énergie sous forme d'ATP (elles sont dites ATPasique) et utilisent cette énergie pour transporter des ions contre leur gradient de concentration. 
- Pompe sodium-potassium
- Pompe à proton

## Récepteurs membranaires

### Courants GABAérgiques
- Récepteurs GABAA
- Récepteurs GABAB1a
- Récepteurs GABAB1b
- Récepteurs GABAB2
- Récepteurs GABAC

### Courants glutamatergiques
- Récepteur glutamatergique de type AMPA
- Récepteur glutamatergique de type NMDA

### Courants cholinergiques
- Récepteur muscarinique
- Récepteur nicotinique

## Courants rectifiants entrants
Les courants rectifiants sont, à l'instar d'un rectifieur en électronique, des courants qui ne sont ouverts que pour une certaine polarité. Ils ont comme principale fonction la définition et la stabilisation du potentiel de repos. Katz les décrit en 1949 pour la première fois sous le terme de rectification anormale.
- courants potassiques rectifiants entrants(IKIR)
- courants chlore réctifiants
- courants cationiques réctifiants entrants (Ih)